# Die Dargebotene Hand

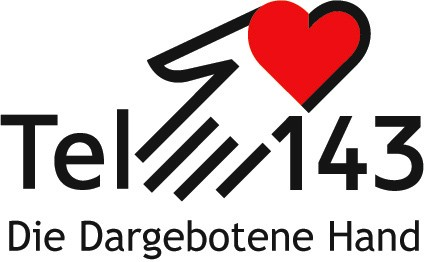
Das Logo der Dargebotenen Hand Schweiz

Die Dargebotene Hand (fr. La Main Tendue, it. Telefono Amico) oder Telefon 143 ist die Telefonseelsorge für die Schweiz und für Liechtenstein. 
Als eine erste Anlaufstelle ist sie für Menschen in schwierigen Lebenslagen, aber auch für solche mit alltäglichen Sorgen per Telefon und per Internet (siehe Weblink) rund um die Uhr erreichbar. Dabei spielen Alter, kulturelle oder konfessionelle Zugehörigkeit keine Rolle.

## Organisation
Die Dargebotene Hand ist ein Zusammenschluss von vierzehn regional verankerten, unabhängigen Organisationen unter einem gesamtschweizerischen Dachverband. Sie ist konfessionell, kulturell und politisch neutral. Sie richtet sich nach den Grundsätzen des internationalen Verbandes IFOTES (International Federation Of Telephonic Emergency Services). Der Schweizerische Verband ist ZEWO-zertifiziert. Alle regionalen Stellen sind berechtigt, das Gütesiegel der ZEWO zu verwenden.

## Beratung
Die Dargebotene Hand nimmt über die Telefonnummer 143, welche für die ganze Schweiz und das Fürstentum Liechtenstein gilt, und im Internet mit E-Mail und Einzel-Chat (siehe Weblink) die Rolle eines zuhörenden und begleitenden Gesprächspartners ein, mit dem die Ratsuchenden über alles reden können. Dabei wird die Anonymität gewahrt. Als niederschwelliges und leicht zugängliches Angebot möchte sie einen Beitrag leisten, um Krisensituationen aufzufangen und Kurzschlusshandlungen zu verhindern.
Zwischen 1975 und 2007 hat die Zahl der Beratungen kontinuierlich zugenommen. Im Jahr 2014 gab es über 163'000 Telefongespräche. Diese Arbeit wird vor allem durch das soziale Engagement der freiwillig Mitarbeitenden getragen. Die Dargebotene Hand wird finanziert durch Spenden, Kirchen, Stiftungen, Private, Unternehmen und Institutionen sowie teilweise durch Gemeinden/Kantone.